# Benewah County
Benewah County ist ein County im Bundesstaat Idaho der Vereinigten Staaten. Der Verwaltungssitz (County Seat) ist St. Maries.

## Geographie
Das County liegt im Nordwesten von Idaho, grenzt im Westen an Washington und hat eine Fläche von 2030 Quadratkilometern, wovon 20 Quadratkilometer Wasserfläche sind. Es grenzt im Uhrzeigersinn an folgende Countys: Kootenai County, Shoshone County, Latah County sowie Whitman County und Spokane County in Washington.

## Geschichte
Benewah County wurde am 23. Januar 1915 aus Teilen des Kootenai County gebildet. Benannt wurde es nach einem Häuptling der Coeur d’Alene.
8 Bauwerke und Stätten des Countys sind im National Register of Historic Places eingetragen.

## Demografische Daten

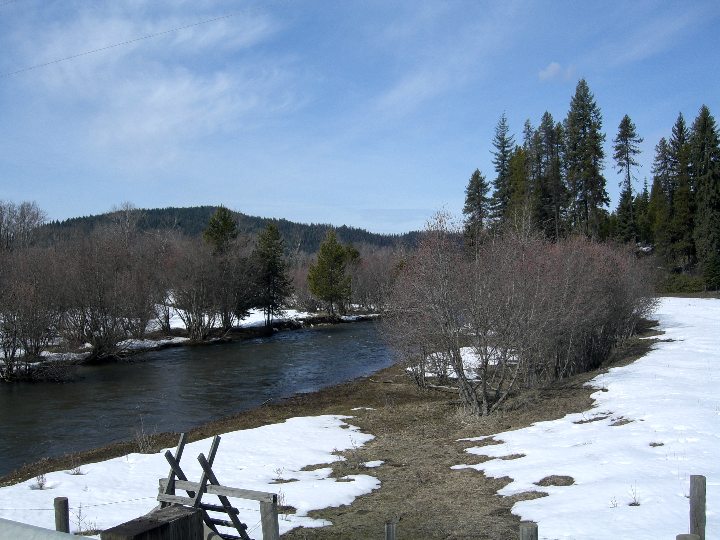
Der St. Maries River

Nach der Volkszählung im Jahr 2000 lebten im Benewah County 9.171 Menschen in 3.580 Haushalten und 2.538 Familien. Die Bevölkerungsdichte betrug 5 Personen pro Quadratkilometer. Ethnisch betrachtet setzte sich die Bevölkerung zusammen aus 88,66 Prozent Weißen, 0,12 Prozent Afroamerikanern, 8,94 Prozent amerikanischen Ureinwohnern, 0,15 Prozent Asiaten, 0,05 Prozent Bewohnern aus dem pazifischen Inselraum und 0,25 Prozent aus anderen ethnischen Gruppen; 1,82 Prozent stammten von zwei oder mehr Ethnien ab. 1,55 Prozent der Bevölkerung waren spanischer oder lateinamerikanischer Abstammung.
Von den 3.580 Haushalten hatten 31,3 Prozent Kinder unter 18 Jahren, die bei ihnen lebten. 58,4 Prozent davon waren verheiratete, zusammenlebende Paare. 7,7 Prozent waren allein erziehende Mütter und 29,1 Prozent waren keine Familien. 24,0 Prozent waren Singlehaushalte und in 10,4 Prozent lebten Menschen mit 65 Jahren oder älter. Die Durchschnittshaushaltsgröße betrug 2,52 und die durchschnittliche Familiengröße war 2,99 Personen.
26,9 Prozent der Bevölkerung waren unter 18 Jahre alt, 6,8 Prozent zwischen 18 und 24 Jahre, 25,4 Prozent zwischen 25 und 44 Jahre, 26,6 Prozent zwischen 45 und 64 Jahre. 14,2 Prozent waren 65 Jahre oder älter. Das Durchschnittsalter betrug 39 Jahre. Auf 100 weibliche Personen kamen 104,0 männliche Personen. Auf 100 Frauen im Alter von 18 Jahren und darüber kamen 101,1 Männer.
Das jährliche Durchschnittseinkommen der Haushalte betrug 31.517 USD, das Durchschnittseinkommen der Familien 36.000 USD. Männer hatten ein Durchschnittseinkommen von 35.097 USD, Frauen 20.288 USD. Das Prokopfeinkommen betrug 15.285 USD. 10,5 Prozent der Familien und 14,1 Prozent der Einwohner lebten unterhalb der Armutsgrenze.

## Orte im Bear Lake County
Cities
| - Plummer - St. Maries - Tensed |

Census-designated places (CDP)
| - De Smet - Parkline |

andere Unincorporated Communities
| - Chatcolet - Emida - Flat Creek - Fernwood | - Renfrew - Saint Joe - Santa |